# Chromodoris elisabethina
Chromodoris elisabethina is een zeenaaktslak die behoort tot de familie van de Chromodorididae. Deze slak leeft in de Grote Oceaan en zelden wordt ze ook aangetroffen in de Indische Oceaan. Ze lijkt erg op de Chromodoris annae, waarmee ze vaak wordt verward.
De slak heeft een typische azuurblauwe kleur, afgewisseld met zwarte en witte lijnen. De kieuwen en de rinoforen zijn geel.